# Platycercus caledonicus
El perico de Tasmania (Platycercus caledonicus) una especie de ave psitaciforme de la familia Psittaculidae endémica de Tasmania y las islas del estrecho de Bass. 

## Descripción

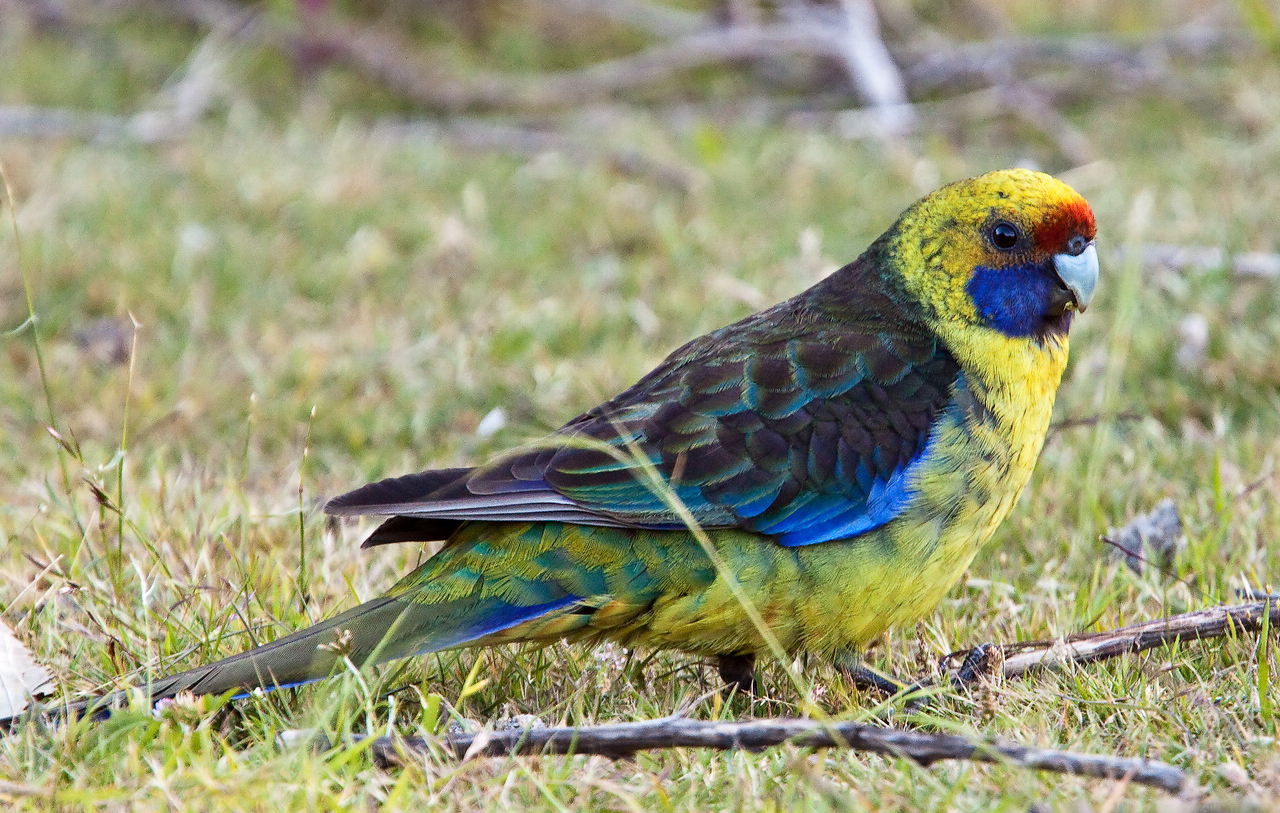
Macho en Tasmania.

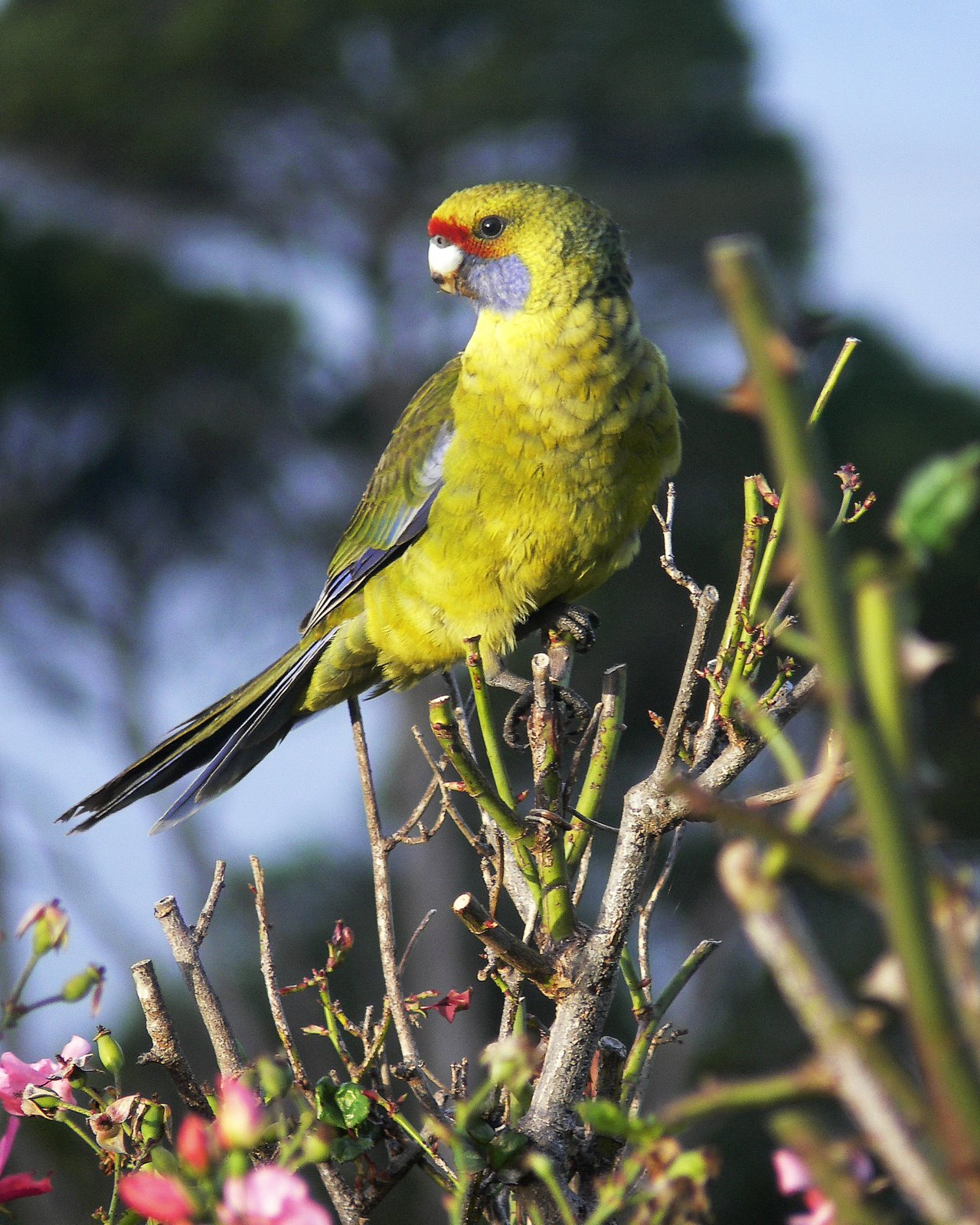
Los juveniles son predominantemente verdes.

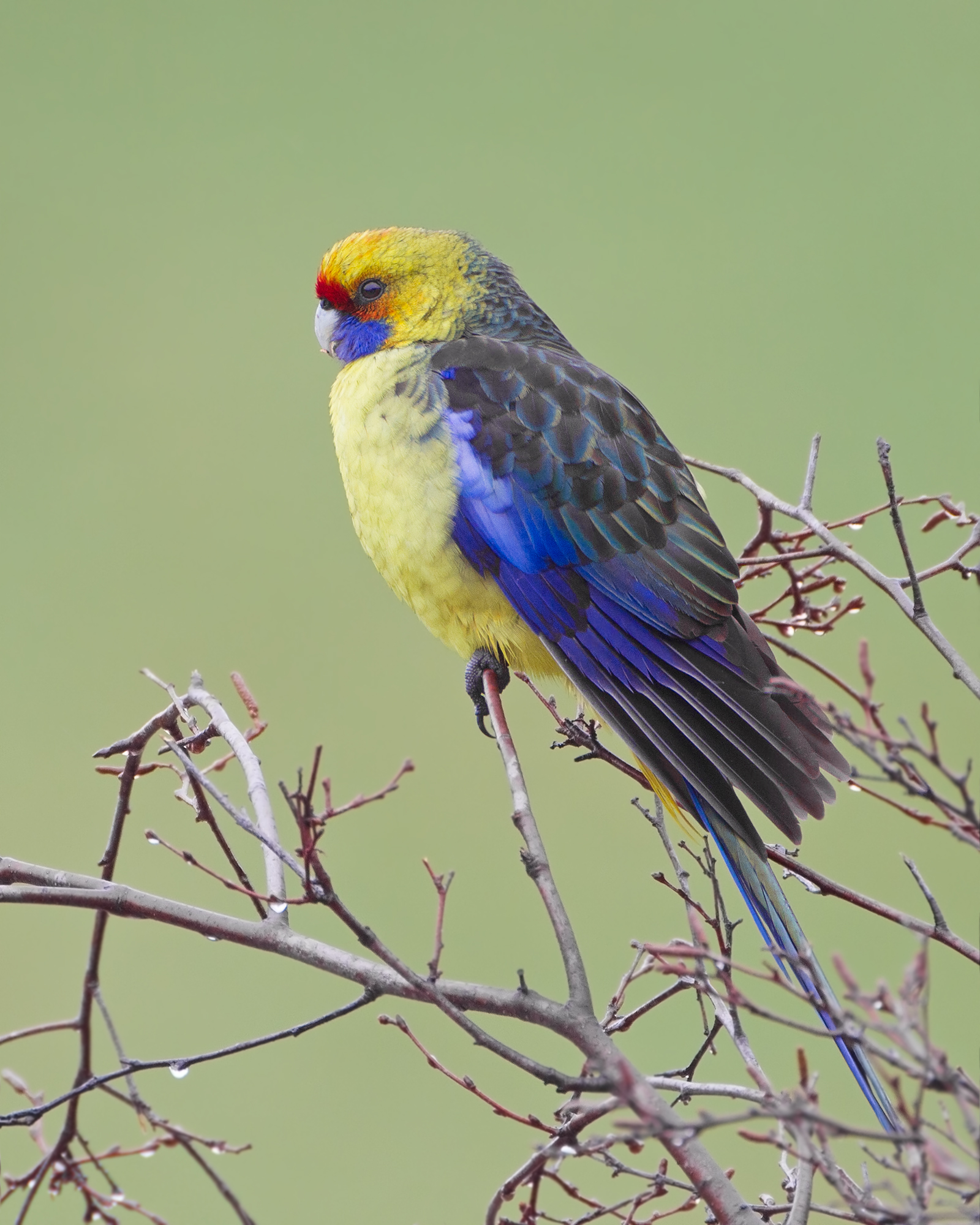
Adulto posado en un árbol.

Con sus 37 cm de largo es la especie de mayor tamaño del género Platycercus. Los adultos tienen la cabeza y las partes inferiores amarillas, excepto sus mejillas que son azules y una lista roja en la frente. Las plumas de su espalda son negras con los bordes verdes, su obispillo es verde oliva amarillento, y su larga cola es verde con las plumas laterales azules violáceas. Los bordes de sus alas son también azules. El iris de sus ojos es castaño oscuro y su pico gris claro. Sus patas son grises. El macho y la hembra tienen un aspecto similar, salvo que las hembras pueden tener cierto tono naranjado rojizo en la parte frontal de su cuello, y las hembras tienen el pico más pequeño. Los juveniles tienen las partes superiores verdes, la cabeza verde amarillenta y las partes inferiores principalmente de color verde claro, además tienen una lista bajo las alas que no está presente en los adultos.

## Taxonomía
El perico de Tasmania fue descrito científicamente por el naturalista alemán Johann Friedrich Gmelin en 1788. Su nombre específico deriva de la creencia equivocada de que el ejemplar descrito se había recolectado en Nueva Caledonia.

### Subespecies
Se reconocen las siguientes:
- P. c. caledonicus (Gmelin, JF, 1788) - Tasmania y Flinders
- P. c. brownii (Kuhl, 1820) - isla King.

## Distribución y hábitat
El perico de Tasmania se extiende por Tasmania y las islas del estrecho de Bass, y ocupa la mayoría de los hábitat con algún tipo de cubierta arbórea de la zona hasta los 1500 metros sobre el nivel del mar.

## Alimentación
El perico de Tasmania son predominantemente fitófagos, se alimentan principalmente de semillas, frutas y flores, aunque también consumen insectos y sus larvas tales como los psílidos. Se alimenta de los frutos del majuelo (Crataegus monogyna), además de plantas de los géneros Coprosma y Cyathodes, e incluso brotes de hojas de las mimbreras (Salix viminalis). También come semillas de las mimosas (Acacia dealbata).

## Reproducción
Su época de cría va de octubre a enero, y crían una sola nidada. Generalmente anidan en los huecos en los troncos de los árboles o cualquier lugar por encima de los 30 metros del suelo, con túneles de alrededor de un metro. Su puesta suele componerse de cuatro o cinco huevos blancos y brillantes, que miden 30 x 24 mm. Los polluelos dejan el nido unas cinco semanas tras la eclosión, y permanecen con sus padres un mes más.